# Saunières
Saunières is een gemeente in het Franse departement Saône-et-Loire (regio Bourgogne-Franche-Comté) en telt 87 inwoners (2009). De plaats maakt deel uit van het arrondissement Chalon-sur-Saône.

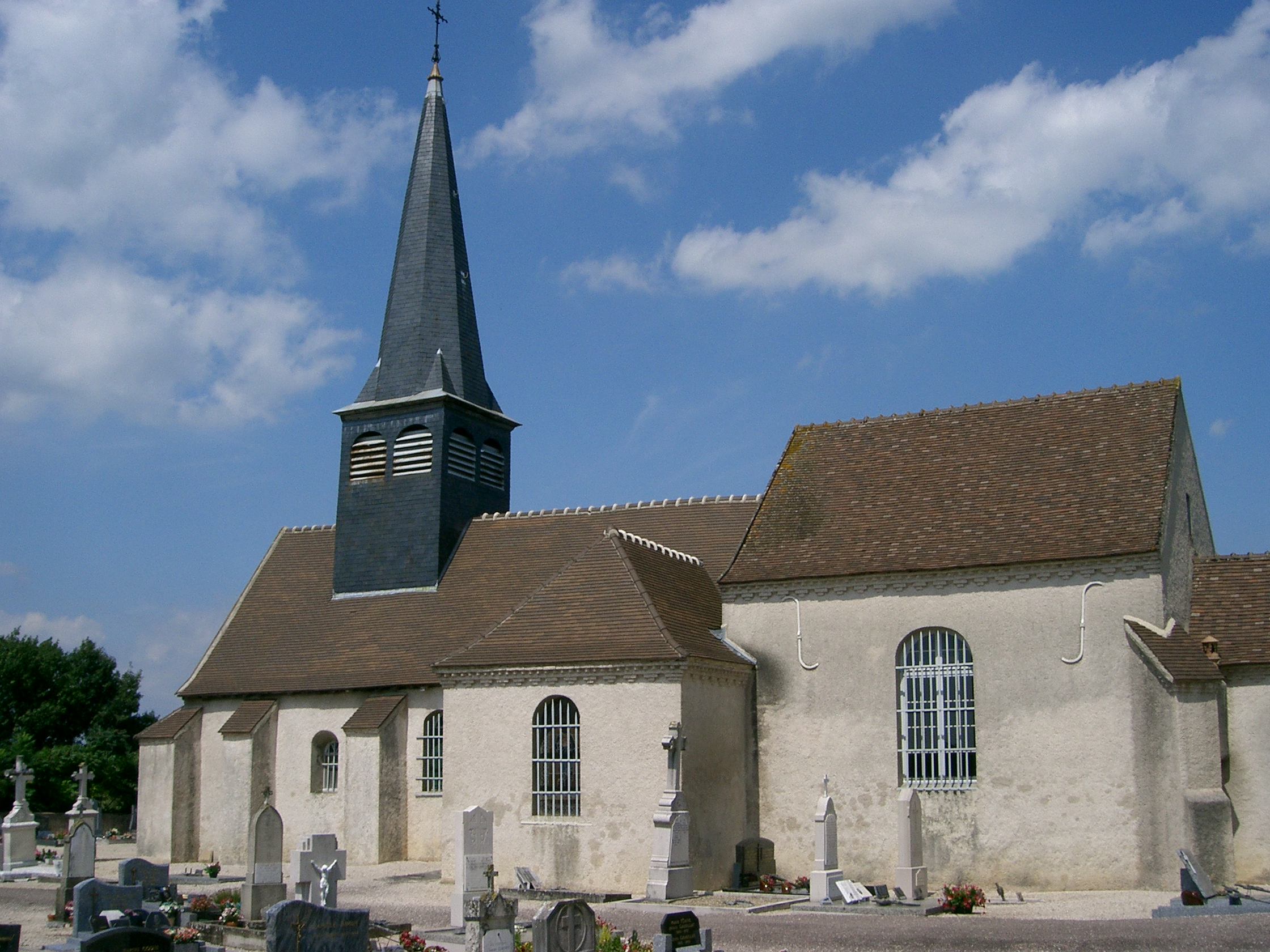
Kerk van Saunières
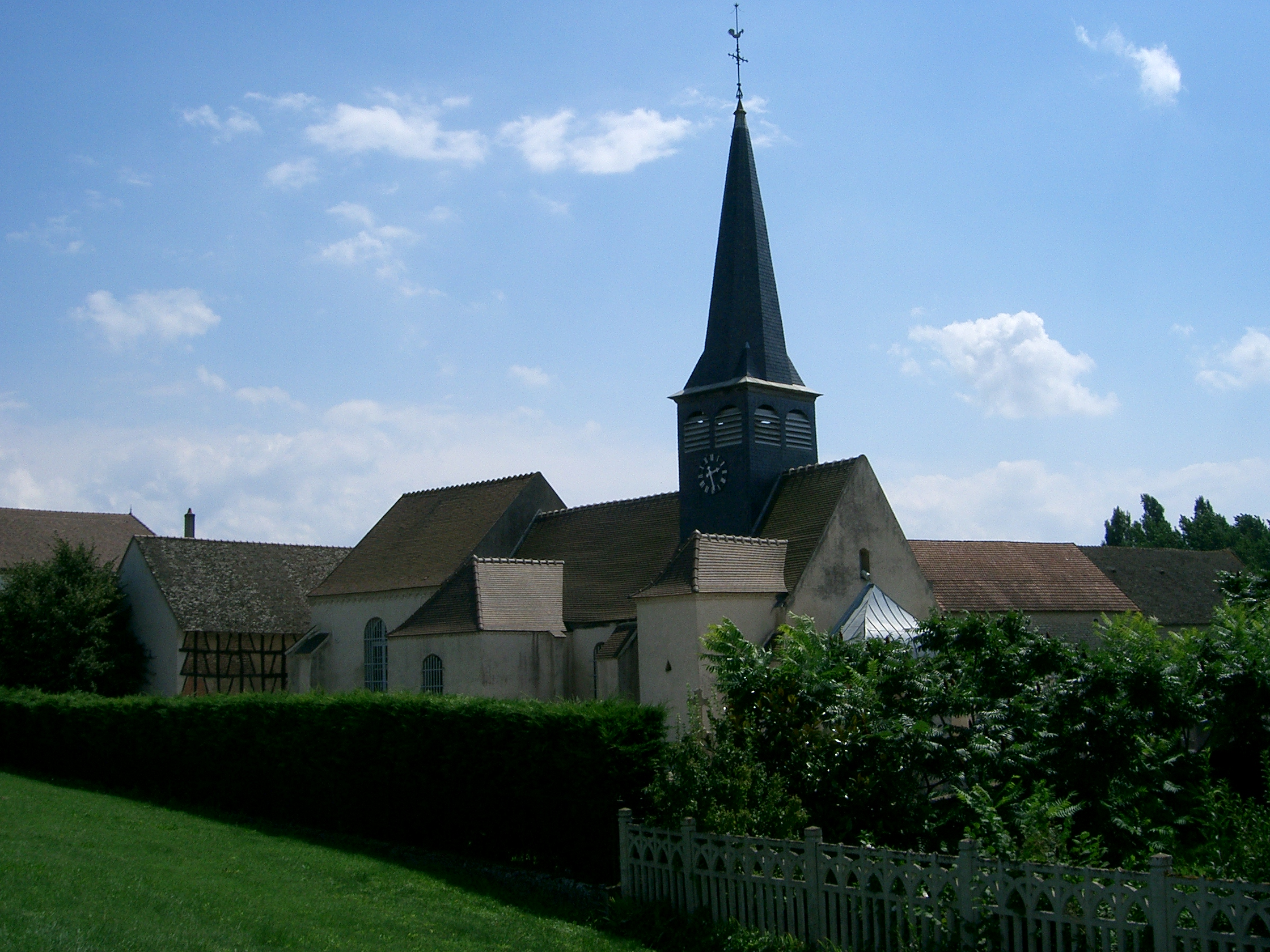
Saunières

## Geografie
De oppervlakte van Saunières bedraagt 7,5 km², de bevolkingsdichtheid is dus 11,6 inwoners per km².
De onderstaande kaart toont de ligging van Saunières met de belangrijkste infrastructuur en aangrenzende gemeenten.

## Demografie
Onderstaande figuur toont het verloop van het inwonertal (bron: INSEE-tellingen).